# Hautefaye
 Hautefaye  es una población y comuna francesa, situada en la región de Aquitania, departamento de Dordoña, en el distrito y cantón de Nontron.

## Demografía
| 174 | 169 | 146 | 144 | 129 | 116 |
| Para los censos de 1962 a 1999 la población legal corresponde a la población sin duplicidades (Fuente: INSEE [Consultar]) |     |     |     |     |     |